# Герасимович Іван
Іва́н Герасимо́вич (28 листопада 1876, Галич — 11 травня 1942, Берлін) — український педагог, редактор та громадський діяч, організатор українського учительства, сотник УГА.

## Життєпис
1898 року закінчив учительську семінарію у Станиславові. Наприкінці ХІХ століття розпочав педагогічну діяльність. Працював у школах Угринова Долішнього, Крилоса, був звільнений — через активну громадську діяльність. До 1914 року працював на Буковині — вчителював у Ошихлібах, Вашківцях, Вікні, в 1904—1907 роках засновник та редактор першого в Австро-Угорській імперії українського педагогічного двотижневика «Промінь». 1904 року був одним з ініціаторів заснування товариства «Взаїмна поміч українського вчительства». Співпрацював в урядовому часописі «Педагогічні листки», видав «Підручник для управителів шкіл».
Груднем 1914 року мобілізований до австрійського війська, лейтенант. 1917 року у Києві з Михайлом Балтаровичем, Дмитром Левицьким, Володимиром Охримовичем, Миколою Сабатом, М. Шухевичем входить до складу «Галицько-Буковинського комітету допомоги жертвам першої світової війни».
У 1918—1919 роках — шеф пресової квартири при Начальній Команді УГА, також був редактором газети «Покутський Вісник».
Через небажання служити в Червоній Армії, 1919 року примає посаду секретаря в інституті народної освіти у Одесі, але згодом ув'язнений більшовиками як старшина Української Галицької Армії, у тюремних підвалах пробув більше 3 місяців. Після втечі з в'язниці виїхав до Берліна, працював у редакції часопису «Українське слово». 1922 року у Берліні опублікував у німецькому перекладі брошури «Життя й відносини на Радянській Україні» та «Голод в Україні».
Того ж року повернувся до Львова, працював в організаційному відділі товариства «Рідна школа». У 1932—1939 роках — редактор журналу товариства «Рідна Школа». Писав статті на педагогічні та освітянські теми, готував підручники. Друкувався у буковинських газетах «Буковина», «Каменярі».
1939 року виїхав до Кракова, де працював у відділі шкільних справ при Українському центральному комітеті, підготував методичний підручник «Праця учителя в школі» (Краків, 1940) та навчальні посібники з арифметики для 2–3 класів народної школи.
Помер 11 травня 1942 року у Берліні.